# Harry Nyquist
Harry Theodor Nyquist [čti nʏ:kvɪst] (7. února 1889, Stora Kil, Švédsko – 4. dubna 1976 Harligen, Texas, USA) byl americký informatik a fyzik švédského původu.

## Život
Narodil se ve městě Stora Kil ve Švédsku. Byl synem Larse Jonssona Nyqvista a Katriny Eriksdotter. Měl šest sourozenců. V roce 1907 emigroval do USA.

### Vzdělání
V roce 1912 byl přijat na University of North Dakota, kde vystudoval elektrotechniku. V roce 1917 získal titul Ph.D. z fyziky na Yaleově univerzitě.

### Kariéra
V roce 1917-1934 pracoval v AT&T v oddělení výzkumu a vývoje; tato divize se přeměnila na Bellovy laboratoře (Bell Telephone Laboratories), kde pracoval až do odchodu do důchodu v roce 1954.
V roce 1960 obdržel vyznamenání IRE Medal of Honor.
V důchodu žil ve městě Pharr v Texasu, zemřel v Harligenu v Texasu.

### Technické přínosy
Jako inženýr v Bellových laboratořích vykonal významnou práci v telegrafii, stabilitě zpětnovazebních zesilovačů a vynálezech jako fax nebo televize a dalších komunikačních problémech. Pomáhal vytvořit první fax, který byl patentován v roce 1924. V roce 1932 publikoval práci na téma stabilita zpětnovazebních zesilovačů. Nyquistovo kritérium stability je nyní známo z učebnic o teorii zpětné vazby.
Jeho teoretická práce se zabývala požadavky na šířku pásma pro přenos informací. Později ji využil Claude Shannon a vedla k pokrokům v teorii informace.